# 二进制文件
二进制文件（英語：binary file）一般指包含ASCII及扩展ASCII字符中编写的数据或程序指令（program instructions）的文件。广义的二进制文件即为文件，由文件在外部存储设备的存放方式为二进制而得名。狭义的二进制文件即指除文本文件以外的文件。